# Rockstar (Alex Wyse)
Rockstar è un singolo del cantautore italiano Alex Wyse, pubblicato il 4 novembre 2024.
Il brano è stato presentato in concorso a Sanremo Giovani 2024, riuscendo a piazzarsi tra i finalisti e permettendo al cantautore di partecipare al Festival di Sanremo 2025 nella sezione delle "Nuove proposte", dove si è classificato al secondo posto nel corso della terza serata del 13 febbraio.

## Descrizione
Il brano, scritto dallo stesso stesso cantautore con Francesco Facchinetti e Matteo Ieva, è prodotto da Le Ore, team composto da questi ultimi due.

## Video musicale
Il video musicale, diretto da Metaluna Film, è stato pubblicato l'11 novembre 2024 attraverso il canale YouTube del cantautore.

## Tracce
Testi e musiche di Alessandro Rina, Francesco Facchinetti e Matteo Ieva.
1. Rockstar – 3:36

## Classifiche
| Classifica (2025) | Posizione massima |
| ----------------- | ----------------- |
| Italia            | 49                |